# Håvard Nygaard
Håvard „rain“ Nygaard (* 27. srpna 1994) je norský profesionální hráč videohry Counter-Strike 2 známý zejména jako jeden z hráčů týmu FaZe Clan, za který k roku 2025 hraje nepřetržitě již od roku 2015; ke stejnému roku drží rekord jako hráč, který v historii videohry bez přerušení reprezentuje jeden konkrétní tým. Je považován za jednoho z nejlepších tzv. entry fraggerů (tj. hráč, který jako jako první zabije jednoho z protivníků). 

## Kariéra
Videohru Counter-Strike hrál nejprve semi-profesionálně, načež se nakonec stal plně profesionálním hráčem, když reprezentoval několik různých týmů v norské domácí lize. V roce 2015 se stal členem týmu Team Kinguin, ještě téhož roku se stal členem týmu G2 Esports, který krátce na to koupila organizace FaZe Clan.
Svůj první tzv. major (tj. nejvýznamnější turnaj ve videohře) vyhrál v roce 2022, konkrétně šlo o PGL Major Antwerp 2022, přičemž po konci turnaje byl oceněn jako jeho vůbec nejlepší hráč. Za svou kariéru získal ocenění pro nejlepšího hráče turnaje celkem čtyřikrát.
V roce 2017 jej organizace HLTV označila za 4. nejlepšího hráče roku. V roce 2018 obsadil 18. místo a v roce 2022 13. místo v žebříčku.